# Colloquium Neerlandicum
Het Colloquium Neerlandicum is een meerdaags congres met voordrachten en discussies in verband met neerlandistiek, bedoeld voor neerlandici uit de hele wereld. Het wordt eens in de drie jaar georganiseerd door de Internationale Vereniging voor Neerlandistiek (IVN), beurtelings in een Nederlandse en een Vlaamse universiteitsstad. De organisatie wordt financieel ondersteund door de Nederlandse Taalunie. Het eerste colloquium werd georganiseerd in 1961 onder impuls van Prof.Dr. Walter Thys, toen verbonden aan de Universiteit van Rijsel. Er waren toen 18 deelnemers die 17 universiteiten vertegenwoordigden uit 7 landen. Op het tweede colloquium waren al 48 deelnemers van 43 universiteiten uit 16 landen aanwezig. Dit aantal breidde sindsdien voortdurend uit en de recente colloquia tellen meer dan 300 deelnemers.
De IVN werd pas in 1970 opgericht, maar de eerste vier colloquia werden georganiseerd door haar voorloper, de 'Werkcommissie van hoogleraren en lectoren in de neerlandistiek aan buitenlandse universiteiten'. Tot en met 1973 spreekt men van het colloquium van hoogleraren en lectoren in de nederlandistiek aan buitenlandse universiteiten. Vanaf 1976 gaat het om het colloquium van docenten in de neerlandistiek aan buitenlandse universiteiten. Vanaf 1991 is de ondertitel niet langer gebruikelijk.
Na het eerste congres begon de Werkcommissie in april 1963 met een halfjaarlijks contact- en inlichtingenblad Neerlandica extra Muros. Dit evolueerde tot het wetenschappelijk tijdschrift van de IVN dat vanaf 2008 onder de naam Internationale Neerlandistiek wordt uitgegeven.

## Colloquia
| jaar | datum                       | plaats                   | voorzitter                   |
| ---- | --------------------------- | ------------------------ | ---------------------------- |
| 1961 | 4 en 5 september            | ’s-Gravenhage            | Walter Thys                  |
| 1964 | 9 tot 11 september          | Brussel                  | Walter Thys                  |
| 1967 | 5 tot 8 september           | ’s-Gravenhage            | Walter Thys                  |
| 1970 | 8 tot 11 september          | Gent                     | Walter Thys                  |
| 1973 | 27 tot 31 augustus          | Leiden / Noordwijkerhout | Walter Thys                  |
| 1976 | 30 augustus tot 3 september | Antwerpen                | Walter Thys                  |
| 1979 | 27 tot 31 augustus          | Amsterdam                | Jaap de Rooij                |
| 1982 | 30 augustus tot 3 september | Leuven                   | Jos Wilmots                  |
| 1985 | 26 tot 30 augustus          | Nijmegen                 | André van Seggelen           |
| 1988 |                             | Gent                     | Frida Balk-Smit Duyzentkunst |
| 1991 | 25 tot 31 augustus          | Utrecht                  | Frida Balk-Smit Duyzentkunst |
| 1994 | 28 augustus tot 3 september | Antwerpen                | Th.A.J.M. (Theo) Janssen     |
| 1997 | 24 tot 30 augustus          | Leiden                   | Theo Janssen                 |
| 2000 | 27 augustus tot 2 september | Leuven                   | Hugo Brems                   |
| 2003 | 24 tot 30 augustus          | Groningen                | Guy Janssens                 |
| 2006 | 20 tot 26 augustus          | Gent                     | Jan Pekelder                 |
| 2009 | 23 tot 29 augustus          | Utrecht                  | Jan Renkema                  |
| 2012 | 27 tot 31 augustus          | Antwerpen                | Jan Renkema                  |